# Nykvarns SK
Nykvarns SK är en fotbollsklubb från Nykvarn i Sverige. Klubben grundades den 6 november 1922. Nykvarn SK har spelat som högst i division 3. Säsongen 2021 spelade Nykvarns SK i division 5 Södermanland. Damlaget sammanslogs 2009 med FF Södertälje och bildade den nya föreningen Telge United FF.